# Cremocarpon boivinianum
Cremocarpon boivinianum är en måreväxtart som beskrevs av Henri Ernest Baillon. Cremocarpon boivinianum ingår i släktet Cremocarpon och familjen måreväxter. Inga underarter finns listade i Catalogue of Life.